# Kwame Nkrumah
Kwame Nkrumah (født Francis Nwia-Kofi Ngonloma 21. september 1909, død 27. april 1972) var en anti-kolonialistisk og antiimperialistisk afrikansk leder fra Ghana. Nkrumah var det moderne Ghanas grundlægger og landets første præsident. Han var en af de mest betydningsfulde panafrikanske personer i det 20. århundrede.
Kwame Nkruhmah tilhørte Akanfolket. Hans far var guldsmed og moderen markedskone. Han var enebarn, hvilket i sig selv var usædvanligt. Hos akan mener man, at det førstefødte barn er mindre intelligent end de øvrige. Det har Nkrumah spøgefuldt kommenteret i sin selvbiografi.
Kwame Nkrumah var uddannet lærer og har studeret i både USA og England. Han vendte hjem til Ghana for at overtage ledelsen af partiet United Gold Coast Convention. Han brød senere med partiet og var med i oprettelsen af det nye Convention Peoples Party (CPP), som senere skulle blive det ledende parti i det uafhængige Ghana.
Nkrumah blev fængslet af englænderne i 1950 for sine politiske krav om selvstyre. Han blev løsladt, da CPP overbevisende vandt det første valg til indre selvstyre i Ghana.
| Foregående: Posten blev oprettet | Ghanas premierminister 1957–1960 | Efterfølgende: Posten blev nedlagt  |
| Foregående: Posten blev oprettet | Ghanas præsident 1960–1966       | Efterfølgende: Joseph Arthur Ankrah |